# スムガイト
スムガユト（アゼルバイジャン語: Sumqayıt）、あるいはスムガイト（ロシア語: Сумгаит）は、アゼルバイジャン共和国の都市。SumgaitやSumqayytの表記も見られる。カスピ海に近く、首都のバクーの北西30キロメートルに位置する。

## 歴史
1580年に定住が始まったとされるが、1920年代にソヴィエト連邦の支配下になるまで見るべきものは何もない。
1935年、ソ連はアブシェロン半島に重工業を配置することを決定し、バクーへの近さや鉄道が走っていたことから、現在のスムガイトの地が選ばれる。まずバクーの石油産業に電力を供給するため、火力発電所が建設され、第二次世界大戦をはさんで、金属工学や化学工業の工場が建設された。続々と住宅も建設され、1949年には市に昇格する。
しかし、同時に環境汚染が深刻化し、アゼルバイジャン独立後は、同国で最も環境破壊が深刻な地域となり、重工業も低迷した。2007年には雑誌「タイム」で「世界で最も汚染された都市」の1つに選ばれた。

## 地理
北から時計回りに
- カスピ海
- バクー
- アブシェロン県
- フズィ県（英語版）

に接する。

## 交通
スムガイト市電が1959年に開通したが、2003年までに廃止された。

## スムガイト暴動
1988年2月29日、市内の路上やアパートで、アルメニア人住民に対するアゼリー人の群集の襲撃事件が発生、警察が傍観したことから、アルメニア人・アゼリー人双方の殺戮に発展した。暴動は3日間続き、負傷者2,000人、死者32人（アルメニア人26人、アゼリー人6人）を数えた。この事件の後、全てのアルメニア人が町から脱出した。
アルメニア人とアゼリー人の抗争はナゴルノ・カラバフ戦争に繋がり、ナゴルノ・カラバフ戦争でナゴルノ・カラバフ自治州から難民となったアゼリー人の多くがスムガイトに移住してきた。

## 姉妹都市
- ルートヴィヒスハーフェン、ドイツ
- バーリ、イタリア
- チェルカースィ、ウクライナ
- 株洲市、中国
- ジェイハン、トルコ
- ルスタヴィ、ジョージア
- マヒリョウ、ベラルーシ
- ネヴィンノムイスク、ロシア
- リンツ、オーストリア
- ピテシュティ、ルーマニア
- アクタウ、カザフスタン
- ジェノヴァ、イタリア

## スムガイト出身の人物
- ファイグ・アフメッド - 絨毯芸術家